# Frankfurt Galaxy
Frankfurt Galaxy var namnet på det lag i Frankfurt am Main  som spelade amerikansk fotboll i NFL Europe från 1991 till 2007 (med uppehåll 2003-2004). Hemmaarena var Commerzbank-Arena i Frankfurt am Main. Frankfurt Universe är efterföljaren till Frankfurt Galaxy.
Laget vann World Bowl flest gånger med fyra vinster, på åtta finaler.

## World Bowl-matcher
- 1995 seger mot Amsterdam Admirals med 26-22 i Amsterdam
- 1996 förlust mot Scottish Claymores med 27-32 i Edinburgh
- 1998 förlust mot Rhein Fire med 10-34 i Frankfurt
- 1999 seger mot Barcelona Dragons med 38-24 i Düsseldorf
- 2003 seger mot Rhein Fire med 35-16 i Glasgow
- 2004 förlust mot Berlin Thunder med 24-30 i Gelsenkirchen
- 2006 seger mot Amsterdam Admirals med 22-7 i Düsseldorf
- 2007 förlust mot Hamburg Sea Devils med 28-37 i Frankfurt